# Ikopa
Der Ikopa ist ein Fluss im Nordwesten von Madagaskar mit einer Länge von 485 km. Er ist der wichtigste Nebenfluss des Betsiboka mit einem Einzugsgebiet von 18.550 km². Der Ikopa durchfließt auch den südlichsten Vorort der Hauptstadt Antananarivo.

## Verlauf
Der Ikopa entsteht aus dem Zusammenfluss des Nördlichen Varahine und des Südlichen Varahine. Die entfernteste Quelle liegt beim Berg Angavokely in der Subpräfektur Andramasina auf einer Höhe von 1810 m über dem Meer. Dort trägt der Fluss den Namen Varahina. 6 km nach dem Zusammenfluss der beiden Quellflüsse stürzt sich der Ikopa aus dem Ankaratra über die  Antelomita-Wasserfälle, die zur Stromerzeugung aufgestaut wurden (ca. 50 km südöstlich von Antananarivo bei Manjakandriana).  Am Nördlichen Varahine wurden noch zwei weitere Dämme zur Wasserregulierung errichtet: Mantasoa (1938) und Tsiazompaniri (1956.). Auf engstem Raum bei Mandraka und Ampasimpotsi befinden sich weitere Wasserkraftwerke, da der Fluss in dieser Gegend um 250 Höhenmeter abfällt, und später bei Antelomita noch einmal um 36 Höhenmeter.
Bei den Antelomita-Fällen wurden bereits 1909 und 1918 zwei Wasserkraftwerke für die Elektro-Versorgung der Hauptstadt Antananarivo erbaut.
Von Antelomita verläuft der Ikopa zunächst in West-Ost-Richtung in einer relativ schmalen tiefen Rinne mit einer Neigung von etwa 2 ‰ bis Ambohimanambola.  Dort erreicht er das Plateau von Antananarivo. Dort wird die Neigung geringer und sinkt bis auf 0,25 ‰ und 0,13 ‰ am Zufluss des Flusses Andromba.
Auf dem Plateau von Antananarivo münden mehrere Flüsse in den Ikopa: von links Sisaoni und Andromba und von rechts Mamba. Dort bildet der Fluss auch größere Wasserflächen: Ambohibao, Ivato, Mahazoarivo und Mandroseza.
Vom Plateau von Antananarivo ergießt sich der Fluss auf das Plateau von Betsimitatatra vom Berg Bevomanga-Farahantsana aus durchströmt er wieder eine Reihe von Stromschnellen und Katarakten. Der bedeutendste davon ist der Antanandava-Fall bei Farahantsane mit 37 m Höhe. Bis Farahantsane umfasst das Einzugsgebiet des Ikopa ca. 4498 km². Unterhalb von Farahantsane ab dem Antanandava-Fall verlässt der Fluss sein Bett aus kristallinem, harten Gestein und ergießt sich über eine Reihe von großen Wasserfällen.
Der erste große Wasserfall befindet sich bei Ranomafana-Wasserfall 44 km von Farahantsana entfernt. Dort fällt der Fluss auf einer Strecke von 1 km, 40 m in die Tiefe. Nach weiteren 14 km durchquert er das Ambilobe-Massiv, wo er am Mahavola-Wasserfall auf einer Strecke von 6 km, 160 m abfällt. Nach 32 km liegt der Vohitsara-Wasserfall (100 m auf 5 km) und nach 9 km der Isandrano-Wasserfall (50 m auf 4 km) auf der Flussroute. Nach 44 km  kommt der Antafofo-Wasserfall (180 m auf 10 km). Die letzte große Stromschnelle ist Antanandava (135 m auf 10 km). Von dort verläuft der Ikopa nach Nordwesten auf einer Höhe über dem Meer von nur 50 m. Nur noch 31 km sind es bis zur Mündung in den Betsiboka. Das Flussbett wird sehr breit, stellenweise bis zu 3 km und die Wasser mäandrieren und erhalten teilweise eine sehr blaue Farbe. Die Neigung beträgt nur noch etwa 0,26 ‰.

## Hydrologie
Die wichtigsten Nebenflüsse sind Kotoratsi, Isandrano und Menavava (links) sowie Manankazo, Andranobe und Namokomita (rechts).
Der Ikopa hat ein klar gegliedertes Profil mit drei Hauptabschnitten:
- Auf dem ersten Abschnitt bis Farahantsana ist der Ikopa ein typischer Gebirgsfluss mit großem Gefälle.
- Im zweiten Abschnitt von Farahantsane aus auf den nächsten 296 km hat der Ikopa ein stark variierendes Gepräge aufgrund der unterschiedlichen Landschaftsbeschaffenheiten. Auf dieser Strecke fällt er von 1150 m auf 50 m über dem Meer ab.
- Im dritten Abschnitt von Antanandava an kommt der Fluss in flaches Gelände, das Gefälle beträgt nur noch durchschnittlich 0,5 ‰, und auf den letzten 20 km sogar nur noch 0,26 ‰ (nur ein Drittel des Gefälles des Betsiboka im selben Abschnitt)

In Bezug auf seine topographischen und geologischen Eigenschaften hat der Fluss das größte Potential für Wasserkraft in Madagaskar, das auf 15.000.000 kWh/Jahr geschätzt wird.
Die Durchflussmenge des Ikopa wurde an der hydrologischen Station Antsatrana beim größten Teil des Einzugsgebietes, über die Jahre 1948 bis 1958 gemittelt, gemessen (in m³/s).
- Diagrammdaten:
- Definition |
- Rohdaten |
- Hilfe